# ネザースフィア
「ネザースフィア」（原題: "Dark Water"）は、イギリスのSFドラマ『ドクター・フー』の第8シリーズ第11話。番組製作総責任者のスティーヴン・モファットが脚本を、レイチェル・タラレイが監督を担当し、2014年11月1日に BBC One で初放送された。11月8日に放送された第8シリーズ最終話「天国での死」に続く、二部作の前編である。
本作ではダニー・ピンク（演:サミュエル・アンダーソンが交通事故で死亡し、ネザースフィアと呼ばれる死後の世界に到達する。12代目ドクター（演:ピーター・カパルディ）とコンパニオンのクララ・オズワルド（演:ジェナ・ルイーズ・コールマン）はダニーを捜索し、死者の魂を扱う3Wと呼ばれる機関に辿り着く。3Wのアンドロイドであると自称するミッシー（演:ミシェル・ゴメス）は、そこで死者の肉体をサイバーマンに変換していた。エピソードのクライマックスでは、ミッシーの正体が2010年新春スペシャル「時の終わり」パート2から復活を果たしたドクターの幼馴染にして宿敵マスターであると明かされる。
本作は批評家から広く喝采され、カパルディ、ゴメス、コールマン、アンダーソンの演技が称賛を受けた。批評家は本作のホラー要素と完成度、暗く陰鬱なテーマの処理のされ方を称賛した。

## 製作
「ネザースフィア」の台本の読み合わせは2014年6月12日に行われた。撮影は6月16日に開始され、ロケ地にはカーディフやポンティプールおよびロンドンのセント・ポール大聖堂などが使用された。エピソードのクライマックスの撮影の際、ピーター・カパルディとミシェル・ゴメスは口パクで演技をして撮影の見物人に正体の暴露を伏せ、後にドクターとミッシーの台詞を録音して映像に付加した。さらに内容の流出を防ぐため、試写会用の全てのコピーからはクライマックスのシーンが除去されていた。
ダン・マーティンはセント・ポール大聖堂からサイバーマンが姿を現わすシーンが1968年の The Invasion の同様のショットのダイレクト・リフェレンスであると述べ、1967年の The Tomb of the Cybermen への示唆でもあると推察した

## 放送と反応

### 試写会
レビュアーに送られた試写DVDからは「ネザースフィア」の複数のシーンが除去されており、BBCが公開していないプロットの詳細についてはブラックアウトが課された。BBCにより除去された主なシーンの1つには、ミッシーの正体の暴露があった。

### レーテイング
イギリスでの放送当夜の視聴者数は527万人、タイムシフト視聴者を合算すると734万人に達した。Appreciation Index は85を記録した。アメリカ合衆国ではBBCアメリカでの放送を102万人が視聴した。

### 批評家の反応
| 専門評論家によるレビュー | 専門評論家によるレビュー |
| レビュー・スコア         | レビュー・スコア         |
| 出典                     | 評価                     |
| ------------------------ | ------------------------ |
| The A.V. Club            | B                        |
| ペースト                 | 8.6                      |
| SFX                      | [ 10 ]                   |
| TV Fanatic               | [ 11 ]                   |
| CultBox                  | [ 12 ]                   |
| IndieWire                | A+                       |
| IGN                      | 8.4                      |
| ニューヨーク・マガジン   | [ 15 ]                   |
| ラジオ・タイムズ         | [ 16 ]                   |
| デジタル・スパイ         | [ 17 ]                   |
| デイリー・テレグラフ     | [ 18 ]                   |
| デイリー・ミラー         | [ 19 ]                   |

本作は批評家から称賛を受けた。デイリー・テレグラフのマイケル・ホーガンは星5つを与え、「骨が鳴るような、期待通り不気味なご馳走だ」と評価した。彼は死といった日々の恐怖の根源をホラーにしていることを称賛し、カパルディとコールマン、アンダーソン、ゴメスの演技も高く評価した。インデペンデント紙のニーラ・デブナスは本作について「悲しく、面白く、怖ろしく、ロマンチックだ」「ハロウィン翌日の『ドクター・フー』に求められるもの全てである」と述べた。SFXのリチャード・エドワーズは星4つ半を与え、「素晴らしいカパルディの演技のシリーズにおいて、これは最も良いものの1つだ」と主張した。彼は冒頭で提示された設定や終盤で明かされたミッシーの正体を称賛し、The Tomb of the Cyberman と The Invasion を仄めかしているともコメントした。
IGNのマット・リズレイは「緊張感があって衝撃的な『ドクター・フー』の服用」と称賛したが、普段であればサイバーマンが次々に行うようなアクションのなさを批判した。全体として彼は本作を8.4点と評価した。The A.V. Clubのアラスデア・ウィルキンスは本作にB評価を与え、「『ネザースフィア』は良いエピソードにも、酷いエピソードにもなりうる」と述べ、物語の前半でしかないことを示した。
肯定的な批評にも拘わらず、本作は物語の中で死と火葬を題材にしている点について視聴者から批判を受けた。BBCは番組の文脈内におけるそれらのテーマの利用を擁護した。また、BBCは真実が時として残酷であるかもしれないと主張されてきたこと、そしてドクターがそれを真っ直ぐに拒絶してきたことを指摘した。

## 批評的分析
2016年には、フィリップ・パーサー＝ハラードにより記された「ネザースフィア」と「天国での死」の研究本が The Black Archive シリーズの1つとしてObverse Booksから出版された。また、この二部作は Doctor Who: The Complete History シリーズの第79巻でカバーされた。